# Station Higashi-Kishiwada
 Station Higashi-Kishiwada (東岸和田駅,  Higashi-Kishiwada-eki) is een spoorwegstation in de Japanse stad Kishiwada, gelegen in de prefectuur Ōsaka. Het wordt aangedaan door de Hanwa-lijn. Het station heeft vier sporen, gelegen aan twee eilandperrons.

## Treindienst

### JR West
| 1,2 | ■ Hanwa-lijn | richting Kumatori, Hineno en Wakayama |
| 3,4 | ■ Hanwa-lijn | richting Ōtori, Tennōji en Ōsaka      |

## Geschiedenis
Het station werd in 1930 geopend onder de naam Tokisato (土生郷). In 1932 werd de naam veranderd in Hanwa-Kishiwada en in 1940 kreeg het station de huidige naam. In 1966 werd er een nieuw station gebouwd.

## Overig openbaar vervoer
Er bevindt zich een bushalte nabij het station.

## Stationsomgeving
- Super Sanei (supermarkt)
- Æon  Higashiwada (winkelcentrum)
- Konami Sports (fitness- en sportcentrum)
- Igami-schrijn
- Kōno-tempel
- Autoweg 26
- McDonald's
- Daily Yamazaki
- Circle-K